# کیریمیر (مرزیفون)
کیریمیر (به ترکی استانبولی: Kıreymir) یک منطقهٔ مسکونی در ترکیه است که در مرزیفون واقع شده‌است.